# Monika Liu
Monika Liubinaitė (Klaipėda, 9. veljače 1988.) poznatija kao Monika Liu, litavska je skladateljica i pjevačica. Predstavljat će Litvu na Pjesmi Eurovizije 2022. u Torinu s pjesmom Sentimentai.

## Život i karijera
Rođena je u Klaipėdi u obitelji koja se bavi glazbom.Pohađala je gimnaziju Klaipėda Ąžuolynas te je trenirala balet kao mala. Kao studentica živjela je u Bostonu te u Londonu. Trenutno živi i radi u glavnom gradu Litve, Vilniusu.
Monika je svoju glazebnu karijeru započela s pet godina kada je počela svirati violinu. Pjevanje je otkrila tek deset godina kasnije i odmah, 2004. godine, pobijedila na natjecanju „Dainų dainelė“ (Pjesma nad pjesmama). Po završetku srednje škole, Monika je odabrala studije jazz muzike i vokala na Fakultetu glazbene umjetnosti Sveučilišta u Klaipedi, a kasnije je otišla u SAD, gdje je studirala na jednoj od najprestižnijih glazbenih  škola na svijetu -  Berklee College of Music u Bostonu. Nakon što je napustila koledž, pjevačica se preselila u London, gdje je nastavila skladati pjesme. Radila je s poznatim producentom Mariom Basanovom, surađivala s obitelji elektronske muzike Silence, snimila pjesmu „Not Yesterday” s bendom Sel, pobijeđivala na vokalnim natjecanjima i uspješno se pojavila na LRT televizijskom projektu „Auksinis balsas” (Zlatni Glas).
Rani rad Monike na glazbenom siteu newsroom.indiemunity.com je opisan kao „snažno elektro-pop (i manje bizarna) verziju Bjerk”. Također ju hvale zbog zanimljivih i dubokih tekstova, koji daleko nadmašuju "plitki i hipnotizirajući radijski pop".
23.svibnja 2019. objavljeno je da će Monika  biti u žiriju natjecanja The Voice Lithuania. Također je bila član žirija natjecanja The Masked Singer Lithuania tijekom sezone 2021.

Predstavljat će Litvu na Pjesmi Eurovizije 2022. u Torinu s pjesmom Sentimentai.

## Diskografija

### Studijski albumi
| Naziv    | Detalji                                                                                          |
| -------- | ------------------------------------------------------------------------------------------------ |
| I Am     | - Objavljeno: 18.lipnja 2015. - Formati: CD, digitalno preuzimanje, streaming                    |
| Lünatik  | - Objavljeno: 24.listopada 2019. - Formati: digitalno preuzimanje, streaming                     |
| Melodija | - Objavljeno: 17.travnja 2020. - Formati: 12" (12-inčni singl), digitalno preuzimanje, streaming |

### Singlovi

#### Kao glavna pjevačica
| Naslov                                         | Godina | Najviša pozicija na ljestvici | Album                   |
| Naslov                                         | Godina | LT (100)                      | Album                   |
| ---------------------------------------------- | ------ | ----------------------------- | ----------------------- |
| "Hello"                                        | 2017.  | —                             | Singl ne pripada albumu |
| "Komm zu mir"                                  | 2019.  | —                             | Lünatik                 |
| "Resist No More"                               | 2019.  | —                             | Lünatik                 |
| "Falafel"                                      | 2019.  | —                             | Lünatik                 |
| "No Matter What"                               | 2019.  | —                             | Lünatik                 |
| "Sometimes I Loved You Sometimes You Loved Me" | 2019.  | —                             | Lünatik                 |
| "Detective"                                    | 2019.  | —                             | Lünatik                 |
| "I Wanna Be a Man"                             | 2019.  | —                             | Lünatik                 |
| "I Got You"                                    | 2019.  | —                             | Lünatik                 |
| "Vaikinai trumpais šortais"                    | 2019.  | 31                            | Melodija                |
| "Troškimas"                                    | 2020.  | —                             | Melodija                |
| "Sentimentai"                                  | 2022.  | 1                             | Singl ne pripada albumu |

#### Kao gostujući izvođač
| Naslov                                                                              | Godina | Album                   |
| ----------------------------------------------------------------------------------- | ------ | ----------------------- |
| "Laisvė" (SKAMP feat. Monique, Bjelle, Monika Liu, Kazimieras Likša & Future Cello) | 2018.  | Singl ne pripada albumu |
| "Ne Vakar" (SEL feat. Monika Liu)                                                   | 2019.  | Aš Kaip Žąsis           |